# Saint-Martin-d'Écublei
Saint-Martin-d'Écublei és un municipi francès situat al departament de l'Orne i a la regió de Normandia. L'any 2007 tenia 568 habitants.

## Demografia

### Població
El 2007 la població de fet de Saint-Martin-d'Écublei era de 568 persones. Hi havia 201 famílies de les quals 33 eren unipersonals (12 homes vivint sols i 21 dones vivint soles), 82 parelles sense fills, 78 parelles amb fills i 8 famílies monoparentals amb fills.
La població ha evolucionat segons el següent gràfic:
Habitants censats

### Habitatges
El 2007 hi havia 250 habitatges, 209 eren l'habitatge principal de la família, 30 eren segones residències i 11 estaven desocupats. 246 eren cases i 4 eren apartaments. Dels 209 habitatges principals, 166 estaven ocupats pels seus propietaris, 40 estaven llogats i ocupats pels llogaters i 3 estaven cedits a títol gratuït; 3 tenien dues cambres, 18 en tenien tres, 53 en tenien quatre i 136 en tenien cinc o més. 197 habitatges disposaven pel capbaix d'una plaça de pàrquing. A 69 habitatges hi havia un automòbil i a 125 n'hi havia dos o més.

### Piràmide de població
La piràmide de població per edats i sexe el 2009 era:
| Homes | Edats   | Dones |
| ----- | ------- | ----- |
| 0     | 95 o +  | 0     |
| 0     | 90 a 94 | 0     |
| 4     | 85 a 89 | 4     |
| 0     | 80 a 84 | 0     |
| 8     | 75 a 79 | 4     |
| 12    | 70 a 74 | 0     |
| 8     | 65 a 69 | 20    |
| 20    | 60 a 64 | 16    |
| 4     | 55 a 59 | 12    |
| 24    | 50 a 54 | 12    |
| 20    | 45 a 49 | 12    |
| 24    | 40 a 44 | 24    |
| 20    | 35 a 39 | 20    |
| 12    | 30 a 34 | 20    |
| 20    | 25 a 29 | 16    |
| 8     | 20 a 24 | 12    |
| 12    | 15 a 19 | 20    |
| 16    | 10 a 14 | 16    |
| 28    | 5 a 9   | 8     |
| 32    | 0 a 4   | 20    |

## Economia
El 2007 la població en edat de treballar era de 390 persones, 285 eren actives i 105 eren inactives. De les 285 persones actives 264 estaven ocupades (136 homes i 128 dones) i 21 estaven aturades (7 homes i 14 dones). De les 105 persones inactives 36 estaven jubilades, 40 estaven estudiant i 29 estaven classificades com a «altres inactius».

### Ingressos
El 2009 a Saint-Martin-d'Écublei hi havia 230 unitats fiscals que integraven 603 persones, la mediana anual d'ingressos fiscals per persona era de 18.731 €.

### Activitats econòmiques
Dels 10 establiments que hi havia el 2007, 1 era d'una empresa de fabricació d'altres productes industrials, 6 d'empreses de construcció, 1 d'una empresa de comerç i reparació d'automòbils, 1 d'una empresa de transport i 1 d'una empresa de serveis.
Dels 5 establiments de servei als particulars que hi havia el 2009, 3 eren lampisteries, 1 electricista i 1 empresa de construcció.
L'any 2000 a Saint-Martin-d'Écublei hi havia 11 explotacions agrícoles que ocupaven un total de 236 hectàrees.

## Equipaments sanitaris i escolars
El 2009 hi havia una escola elemental integrada dins d'un grup escolar amb les comunes properes formant una escola dispersa.

## Poblacions més properes
El següent diagrama mostra les poblacions més properes.